# Kirche zu Crostau

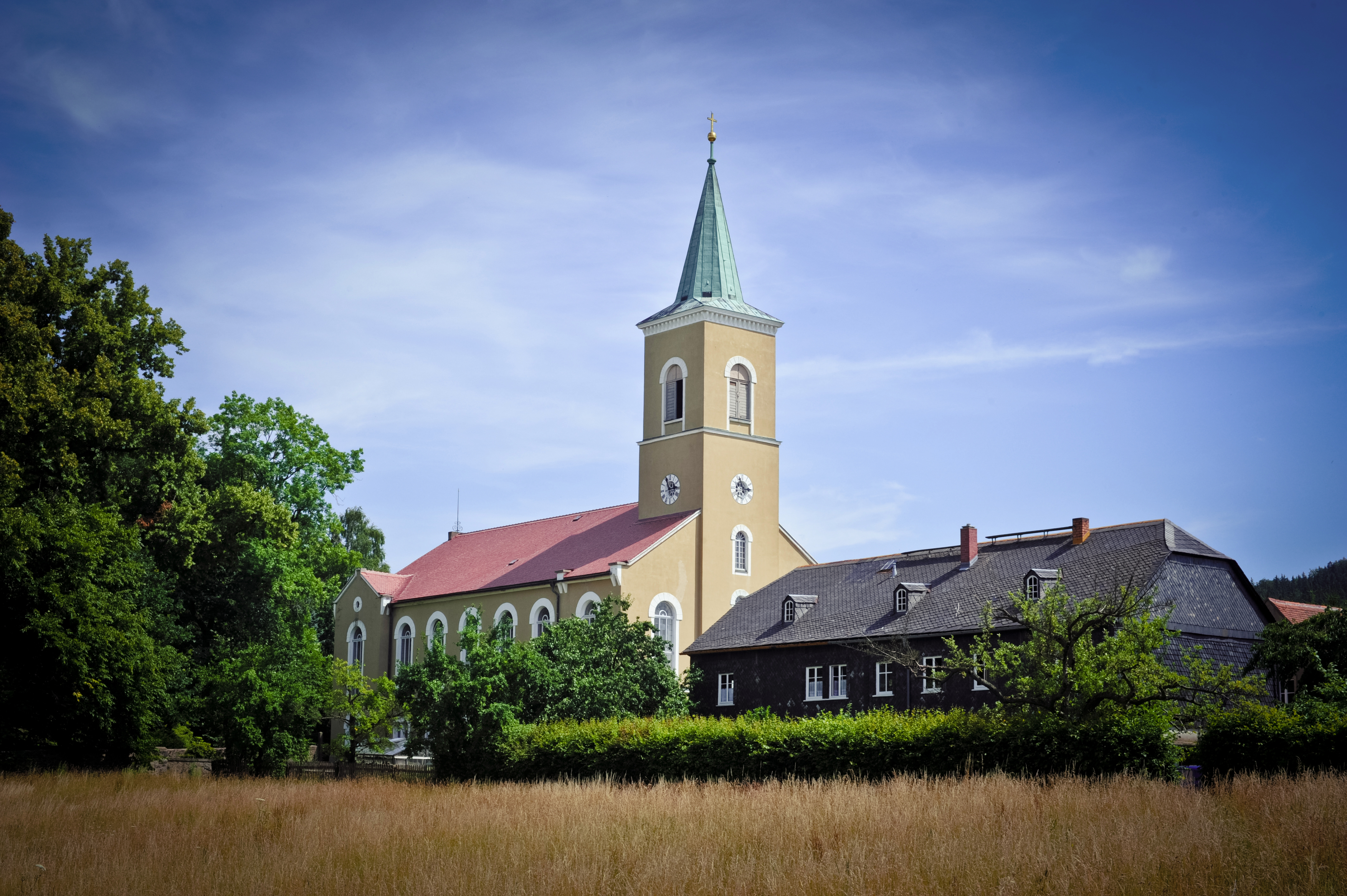
Kirche und Pfarrhaus in Crostau

Die Kirche zu Crostau ist eine evangelisch-lutherische Kirche in der Gemeinde Crostau im Landkreis Bautzen in der Oberlausitz. Sie ist besonders für ihre von Gottfried Silbermann gebaute Orgel bekannt.

## Baugeschichte

### Vorgängerbauten
Die ursprünglich in Crostau stehende kleine Kapelle, deren historische Anfänge im Dunkeln liegen, diente als Begräbniskirche, in der gelegentlich Messen gelesen wurden. Im 16. Jahrhundert wurde sie unter Hans Christoph von Rechenberg erweitert. 1732 ließ Christian Heinrich von Watzdorf, Kammerherr von August dem Starken, auf eigene Kosten eine neue Orgel durch den bekannten Orgelbauer Gottfried Silbermann einbauen. Bereits in der ersten Hälfte des 19. Jahrhunderts wurden infolge des schlechten baulichen Zustandes der Kirche, aufgrund des durch verschiedene (Um-)Bauphasen hervorgerufen unregelmäßigen Erscheinungsbildes des Bauwerkes und wegen bisweilen herrschenden Platzmangels für die wachsende Kirchgemeinde (es gab 228 Manns- und 250 Frauenstände) Forderungen nach einem Kirchenneubau aufgestellt. Der schlechte Zustand des Gebäudes wirkte sich auch auf die Orgel aus. So klagte der Crostauer Organist Mönch 1739 über verquollene und verstockte Register. 1860/61 mussten Ausbesserungen am Orgelgehäuse vorgenommen werden, da die sich absenkende Kirchendecke dieses beschädigt hatte.

### Bau der Neuen Kirche
Nach dem Absturz mehrerer Giebelsteine während einer Taufe wurde im März 1862 ein Gutachten zur Baufälligkeit der Kirche angefertigt. Auf dessen Grundlage wurde durch die Vertreter der Kirchgemeinde bei der Königlich Sächsischen Kreisdirektion Bautzen um die Genehmigung zur Einleitung von Maßnahmen für einen Kirchneubau gebeten. Dem wurde am 31. Mai 1862 stattgegeben. Die Finanzierung sollte durch einen Baufonds und durch Darlehen erfolgen. Außerdem sollte beim „Königlichen Ministerium des Kultus und öffentlichen Unterrichts“ um eine Beihilfe gebeten werden. Währenddessen wurde das Läuten der Kirchenglocken eingestellt, um die Einsturzgefahr der Kirche zu verringern.
Im März 1867 wurden Planzeichnungen und ein Kostenanschlag des Oberinspektors Götz aus Bautzen der Kirchgemeinde vorgelegt. Gerechnet wurde mit Baukosten in Höhe von 13.013 RT 28 Ngr. 2 Pf. Ein Maurermeister Thomas stellte in den Bauplänen Ähnlichkeiten mit der Kirche Steinigtwolmsdorf fest, nach deren Besichtigung die Kirchgemeinde einige Änderungen des Entwurfes forderte. Am 18. März 1868 wurde der Bau der Neuen Kirche nach den Plänen des Oberinspektor Götz mit den von Maurermeister Thomas eingearbeiteten Veränderungen genehmigt. Außerdem wurden 1000 Taler Zuschuss durch das Ministerium des Kultus bewilligt. Der Baubeginn der Kirche wurde noch etwas hinausgezögert, doch nachdem erneut während eines Gottesdienstes am 17. Mai 1868 eine Empore einstürzte wurde dem Maurermeister Karl August Thomas von Neusalza der Bauauftrag erteilt. Dieser sollte den Bau bis Ende des Jahres 1869 für 12.330 Taler fertigstellen. Für jede Woche Verzögerung sollten von der Accordsumme 25 Taler abgezogen werden. Die Finanzierung erfolgte über Kirchenanlagen, die von 1863 bis 1887 von den Gemeindemitgliedern erhoben wurden. Sie beliefen sich jährlich auf über 550 RT. Außerdem wurden Spenden gesammelt und später die Rede des Pfarrers Thomas aus Oppach anlässlich der Grundsteinlegung vertrieben. Zusätzlich nahm die Gemeinde ein Darlehen von 7000 Talern bei der Landständischen Bank des Königlich Sächsischen Markgrafthums Oberlausitz auf. Bitten um weitere Beihilfen wurden vom zuständigen Ministerium abgelehnt.
Am 14. Juni 1868 wurde die alte Kirche von der Gemeinde verabschiedet. Gottesdienste konnten vorübergehend alle 14 Tage in Großpostwitz abgehalten werden. Die Silbermann-Orgel und die Glocken wurden ausgelagert. Zum Bau der neuen größeren Kirche am alten Standort mussten am Bauplatz Teile des Erdreiches abgetragen und an anderer Stelle aufgeschüttet werden, da die Kirchgemeinde eine Verlegung des Bauplatzes ablehnte. Die Grundsteinlegung erfolgte am 14. Juli 1868.
- Für den Bau wurden verwendet: 448 Fuder Bausand, 47 Fuder Putzsand, 516 Scheffel Kalk
- Am Bau beteiligt waren: 1 Maurermeister, 2 Poliere, 20 Maurer, 19 Handlanger, 6 Steinmetze, 2 Schmiede, 1 Klempner, 1 Schlosser und 1 Zimmermann. Auf dem Weg zu den Kälbersteinen gibt es einen Stein, in den „K.1868“ eingraviert ist. Wahrscheinlich wurden dort Steine für den Kirchenbau geholt.

Altar und Kanzel wurden nach Steinigtwolmsdorfer Muster -nur kleiner und zierlicher- vom Tischlermeister Brückholdt aus Neugersdorf angefertigt.
Im Oktober 1869 erfolgte die Bauabnahme durch Oberinspektor Leuthold (Oberinspektor Götz war inzwischen verstorben).

### Einweihung
Laut Inschriften in Altar und Taufstein fand die Einweihung am 8. November 1869 statt. Kirchweih wurde lange am letzten Montag im Oktober gefeiert, später aber auf den 3. Sonntag im Oktober verlegt.

### Spätere Bauarbeiten
1893 bekam die Kirche einen schon früher geplanten Anstrich. Dabei wurde entdeckt, dass die eiserne Turmfahne vom Rost stark beschädigt war, sie wurde durch ein Kreuz ersetzt. Da immer wieder Schäden am Turmdach auftraten, wurde es schließlich 1977 vollständig mit Kupfer gedeckt. Kupfernägel und Blattgold für das Vergolden des Kreuzes kamen in Geschenksendungen aus der westlichen Bundesrepublik.
1983 wurde an der Nordseite der Kirche Schwamm entdeckt und bekämpft. Mehrfach wurde die Kirche neu gestrichen und teilweise neu verputzt. Kleinere Reparaturen oder Erneuerungsarbeiten, wie das Streichen der Fenster, wurden regelmäßig von Mitgliedern der Gemeinde in Eigenleistung durchgeführt.
In den Jahren 1956 bis 1958 kam es erstmals seit der Erbauung zu umfangreichen Erneuerungsarbeiten im Kircheninneren. Obwohl vom Amt für Denkmalpflege die Verwendung von Leimfarbe vorgeschlagen war, wurden die Emporenbrüstungen, die Logen und die Kanzel mit Ölfarbe gestrichen. Der ursprüngliche Charakter der Kirche wurde dadurch verändert. Nach verschiedenen Diskussionen wurde 1961 schließlich auch die Orgel in Ölfarbe gestrichen.

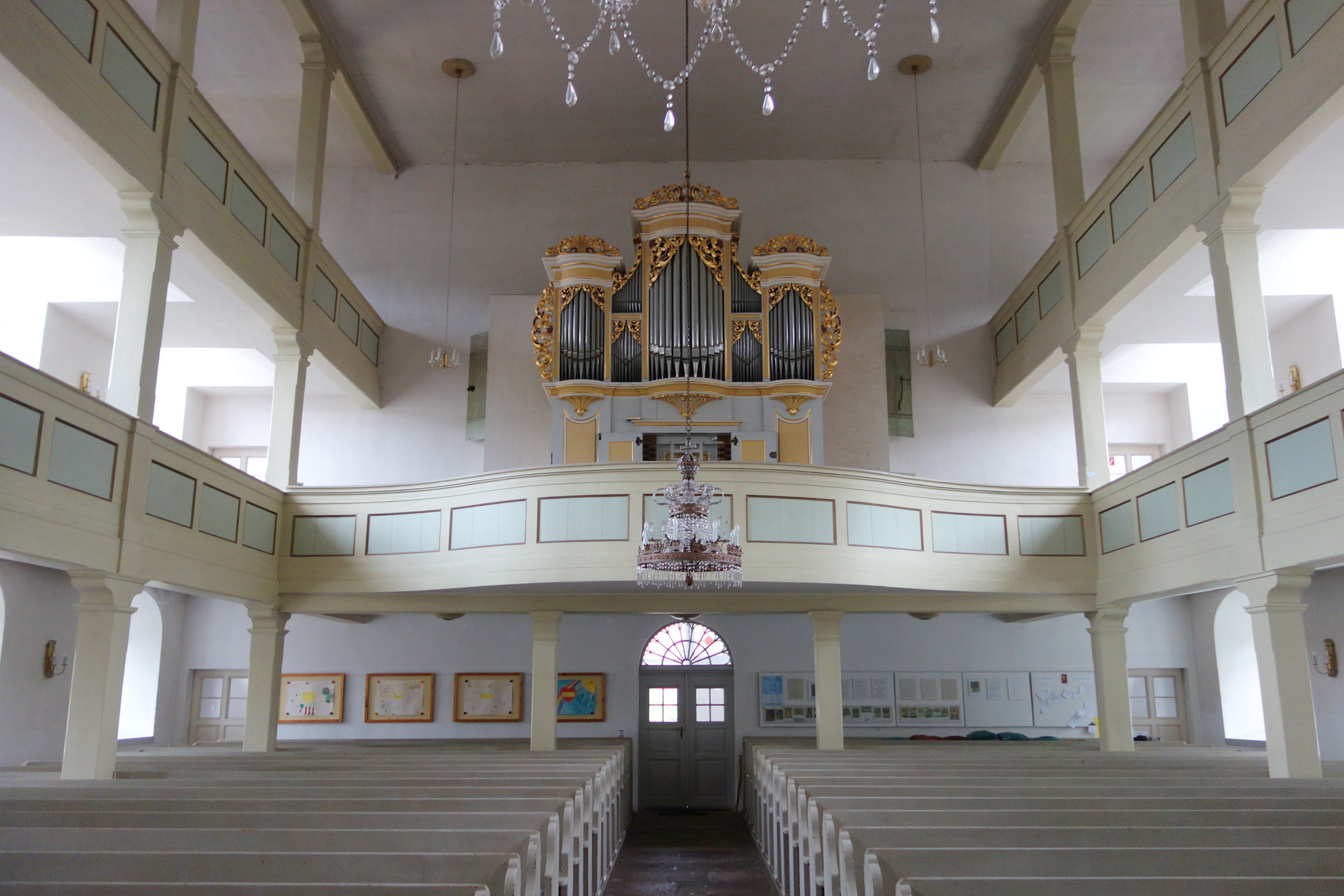
Kirchenschiff mit Orgel

## Orgel

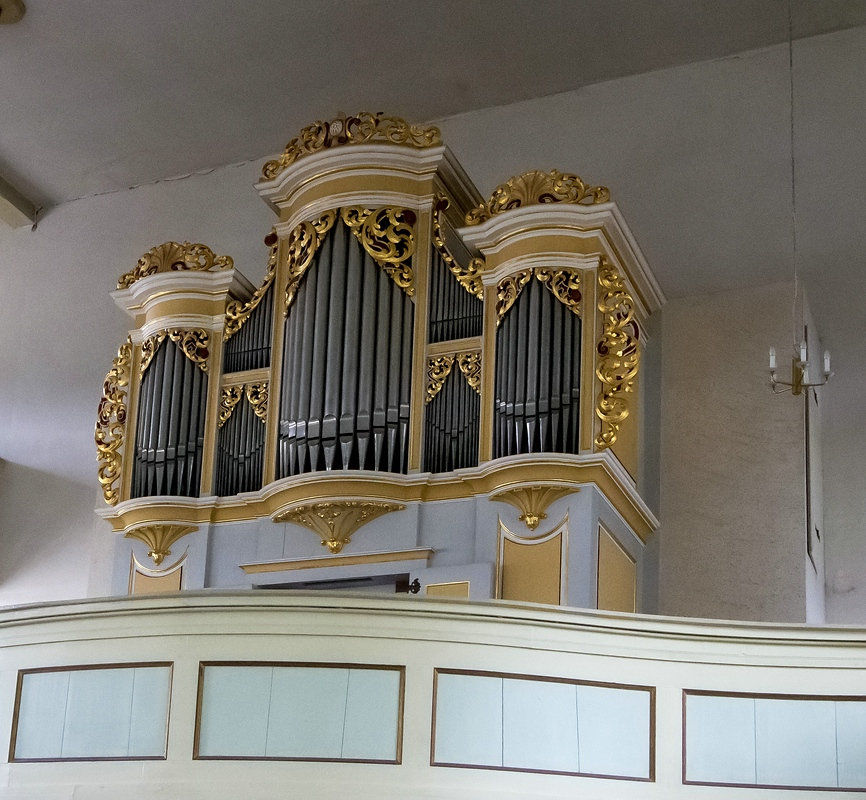
Silbermann-Orgel von 1732

1732 stellte der Orgelbauer Gottfried Silbermann (1683–1753) eine zweimanualige Orgel mit folgender Disposition auf:
| I Hauptwerk C,D–d3 |    |
| Principal          | 8′ |
| Octava             | 4′ |
| Quinta             | 3′ |
| Octava             | 2′ |
| Mixtur IV          |    |
| Quintadina         | 8′ |
| Rohr Flöte         | 8′ |
| Spitz Flöte        | 4′ |
| Cornet III         |    |

| II Hinterwerk C,D–d3 |       |
| Gedacktes            | 8′    |
| Rohrflöte            | 4′    |
| Nasat                | 3′    |
| Octava               | 2′    |
| Tertia               | 2′    |
| Quinta               | 1 ⁄2′ |
| Sifflet              | 1′    |
| Cymbeln II           |       |

| Pedal C,D–c1  |     |
| Sub Bass      | 16′ |
| Octaven Bass  | 8′  |
| Posaunen Bass | 16′ |

- Tremulant (Kanaltremulant für das ganze Werk)
- Koppeln: Manualschiebekoppel, Pedalkoppel (Schubert 1861)
- Hilfszüge: Calcantenglöcklein, Motorschalter („Wind“)
- 2 Keilbälge

- Stimmung:
  - Höhe a1 = 466 Hz (bei 20 °C, hoher Chorton)
  - Neidhardt II, 1724

Die Orgel wurde mehrfach verändert und repariert. 1795 wurden 38 der größten zinnernen Pfeifen gestohlen. Hintergrund mag gewesen sein, dass die Bevölkerung aufgrund des hellen Klangs der Orgel davon ausging, sie seien aus Silber.
Eine für die Bestandserhaltung ausschlaggebende Reparatur führte Carl Eduard Schubert 1860/1861 durch. Er baute auch 1870 die Orgel in der nunmehr neuen Kirche wieder auf. Im Jahr 1933 wurde das Instrument von Hermann Eule Orgelbau Bautzen auf Stimmtonhöhe a1 = 440 Hz durch Trakturumhängung und in seitlichen Anbauten ergänzten Tönen C, D (das originale C wurde zum bisher nicht vorhandenen Cis) gebracht. Die Anfang des 20. Jahrhunderts erfolgte Umdisponierung von Sifflet 1’ zu Aeoline 8’ (später Dulzflöte genannt) wurde 1964 rückgängig gemacht.
Die heutige, an der Gestaltung der Silbermann-Orgel Forchheim angelehnte Farbfassung der Orgel besteht seit 1982. Vorher war die Orgel einfarbig weiß gestrichen, in der alten Kirche ganz ungefasst. Bei der 1981/1982 von Christoph Schwarzenberg (Kantor in Crostau von 1967 bis 1991) anlässlich des 250-jährigen Orgeljubiläums initiierten und maßgeblich mit durchgeführten Orgelreparatur wurde auch das gesamte Pfeifenwerk überholt, einer der originalen Keilbälge wieder an die Windversorgung angeschlossen und nachträgliche elektrische Einbauten im Spieltisch aus dem Blickfeld entfernt.
Im Jahr 2016 erfolgte unter der Leitung von Lucas Pohle (Kantor in Crostau von 2010 bis 2020) erneut eine Instandsetzung und Restaurierung. Dabei wurden die Zusatztöne C, D wieder entfernt, die Trakturumhängung rückgängig gemacht und dadurch die originale Stimmtonhöhe von 466 Hz wiederhergestellt. Beide originalen Keilbälge wurden restauriert und wieder an die Windanlage angeschlossen, das Gehäuse wurde erneut renoviert.

## Geläut
In den Neubau der Crostauer Kirche sollten ursprünglich aus Kostengründen die Glocken des Vorgängerbaues übernommen werden. Im April 1869 unterbreitete aber ein Johann Gottlob Ulbricht das Angebot, die kleine Glocke zu spenden, wenn die Kirchgemeinde die zwei größeren anschaffen würde. Die Gemeinde wollte dieses Geschenk nicht ablehnen und ersuchte bei der Kollaturherrschaft um die Genehmigung eines neuen Geläutes. Im Juli 1869 wurde die Genehmigung für ein maximal 30 Zentner schweres Geläut erteilt. Der Auftrag ging an die Firma Große aus Dresden und am 1. September 1870 wurden die drei Glocken aufgehängt. In der Folgezeit entbrannte ein heftiger Streit um die Qualität des Geläuts. Zwei Gutachten, die sich allerdings in ihren Angaben teilweise widersprachen, stellten fest, dass die Glocken nicht richtig gestimmt waren. Der Vorschlag der Firma Große, die Klöppel auszutauschen, wurde vom Crostauer Kirchenvorstand abgelehnt. Im Herbst 1871 wurden die große und die mittlere Glocke zum zweiten Mal und die kleine Glocke sogar zum dritten Mal umgegossen und schließlich akzeptiert.
Während des Ersten Weltkrieges sollten die beiden größeren Glocken zur Einschmelzung für den Kriegsbedarf abgegeben werden. Der Kirchenvorstand lieferte aber nur die mittlere und die kleine. Infolgedessen drohte die Königliche Amtshauptmannschaft mit Zwangsmaßnahmen. Daraufhin fertigte die Gemeinde ein Gutachten an, dass die betreffende Glocke zu den besten Werken der mittlerweile nicht mehr bestehenden Firma Große gehöre. Dem wurde stattgegeben, und die Gemeinde sparte so nach dem Krieg eine Menge Geld. Am 14. Dezember 1920 erfolgte die Einweihung der beiden neuen kleineren Glocken, welche von der Firma Schilling Söhne aus Apolda hergestellt wurden. Die mittlere wurde von einem Fabrikbesitzer aus Kirschau zum Gedenken an seinem im Krieg gefallenen Sohn gespendet und wurde in den Folgejahren stiftungsgemäß jedes Jahr am 31. Juli von 7 bis 8 Uhr (dem Todesdatum des Stiftersohnes) geläutet.
Im Zweiten Weltkrieg im Mai 1942 mussten wieder zwei Glocken für die Kriegswirtschaft abgegeben werden, diesmal traf es die beiden größeren.
1949 wurde die große Glocke noch in Hamburg wiedergefunden. Somit ist diese noch im Originalzustand von 1871 erhalten. Die Kirchgemeinde entschloss sich, die kleine Glocke, die noch von 1920 stammte, zusammen mit der mittleren neu gießen zu lassen. Der Auftrag ging wieder an die Firma Schilling aus Apolda. Am 26. August 1951 wurden diese aus Bronze gegossenen Glocken in einem Festzug durch Callenberg zur Kirche gefahren und geweiht. 1962 wurde das Geläut elektrifiziert.
Die Inschriften auf den jetzigen Glocken lauten:
- Große Glocke (e) 1871: „Siehe, des Herrn Auge siehet auf die, so ihn fürchten und auf seine Güte hoffen.“ (Ps 33,18 LUT) und „Ich bin der Weg, die Wahrheit und das Leben.“ (Joh 14,6 LUT)
- Mittlere Glocke (gis) 1951: „Ehre sei Gott in der Höhe und Friede auf Erden und den Menschen ein Wohlgefallen.“ (Lk 2,14 LUT) und „Kommet her zu mir alle, die ihr mühselig und beladen seid. Ich will euch erquicken.“ (Mt 11,28 LUT) und „Margarethenglocke“
- Kleine Glocke (h) 1951: „Welche der Geist Gottes treibt, die sind Gottes Kinder.“ (Röm 8,14 LUT) und „Lasset die Kindlein zu mir kommen und wehret ihnen nicht, denn solcher ist das Reich Gottes.“ (Mk 10,14 LUT)

## Kirchgemeinde Crostau
Crostau ist traditionell ein evangelisch geprägter Ort. Mehr als die Hälfte der Bevölkerung der Gemeinde Crostau gehört auch der Kirchgemeinde Crostau an. Dies sind etwa 900 Personen (Stand 2006). Früher war dieser Anteil deutlich höher, ging aber insbesondere in der DDR-Zeit stark zurück. Heute bekennt sich auch ein großer Teil der Einwohner zu keiner Religion. Der Anteil anderer Religionsgruppen ist nach wie vor sehr klein.
Die Kirchgemeinde Crostau betreute lange Zeit auch die evangelische Bevölkerung im nahegelegenen katholisch geprägten Schirgiswalde mit, bis dieses eine eigene protestantische Kirche erbaute. Im Jahr 2006 arbeiteten die evangelischen Kirchgemeinden von Crostau, Kirschau und Schirgiswalde sehr eng zusammen und hatten nur einen Pfarrer (den aus Crostau), dem verschiedene Pfarrer im Ruhestand gelegentlich bei den drei Gottesdiensten am Sonntag aushalfen.
Pfarrer der Kirchgemeinde Crostau
| - 1600 – Landof, Melchior - 1604 – Kremitz, Johann - 1604 – Lochmann, Johann - 1606 – Holstein, Kaspar - 1608 – Fleischmann, Johann - 1615 – Heugel, Asmus - 1619 – Marcus, Adam - 1619 – Walther, Elias - 1624 – Hermann, Abraham - 1627 – Walther, Elias | - 1631 – Schulze, Matthäus - 1632 – Franke, Abraham - 1641 – Eger, Georg - 1665 – Marche, Jeremias - 1702 – Marche, Liebfried - 1738 – Uhlich, Johann Gottlieb - 1768 – Fritzsche, Heinrich Friedrich - 1795 – Unruh, Christian Gottlob - 1808 – Schulze, Johann Friedrich - 1818 – Michler, Ernst Gotthelf Wilhelm | - 1857 – Hilliger, Bruno - 1875 – Scheibe, Paul Adolf - 1905 – Reil, Theodor *Johannes - 1912 – Probst, Georg *Friedmar - 1924 – Schneider, *Ernst Georg - 1928 – Mildner, Richard Kurt - 1935 – Krauspe, Richard *Hans - 1954 – 1973 Pech, Friedrich *Werner - 1975 – Pöche, Rainer - 1979 – Stempel, Bernhard Heinrich |

## Veröffentlichungen
- Weihnachten bei Silbermann – A Silbermann Christmas. Lucas Pohle, Silbermann-Orgel Crostau, Crostauer Kurrende. Rondeau Production 2020[5]
- Orgelrestaurierung 2016 – Festschrift zur Wiedereinweihung der Silbermann-Orgel Crostau[6]
- Dorothea Fiedlschuster: Der Bau der neuen Kirche zu Crostau und ihre Geschichte. Januar 1994 (erstellt anlässlich der Vorbereitung einer Festschrift zum 125-jährigen Bestehen der Neuen Kirche zu Crostau. Dazu wurden umfangreiche Akten des Kirchenvorstandes zu Crostau, Pfarramtsakten zu Crostau und andere Quellen gesichtet, u. a. Darstellungen der Bau- und Kunstdenkmäler des Königreiches Sachsen durch Cornelius Gurlitt).